# Yttre Bjurtjärnen
Yttre Bjurtjärnen är en sjö i Kalix kommun i Norrbotten och ingår i Töreälven-Vitåns kustområde. Sjön har en area på 0,036 kvadratkilometer och ligger 8,9 meter över havet.

## Delavrinningsområde
Yttre Bjurtjärnen ingår i det delavrinningsområde (731658-181108) som SMHI kallar för Rinner mot Bergöfjärden. Medelhöjden är 17 meter över havet och ytan är 20,32 kvadratkilometer. Det finns inga avrinningsområden uppströms utan avrinningsområdet är högsta punkten. Avrinningsområdets utflöde mynnar i havet, utan att ha någon enskild mynningsplats. Avrinningsområdet består mestadels av skog (92 procent). Avrinningsområdet har 0,56 kvadratkilometer vattenytor vilket ger det en sjöprocent på 2,8 procent.